# Genzō Murakami
Pour les articles homonymes, voir Murakami.
Genzō Murakami (村上 元三, Murakami Genzō) est un romancier japonais connu pour ses romans historiques ainsi que pour son influence sur la littérature japonaise après la Seconde Guerre mondiale. Il naît le 14 mars 1910 à Motoyama dans l'empire coréen quelques mois avant son annexion par le Japon et meurt le 3 avril 2006 à Tokyo.

## Biographie
Son premier roman, Tone no kawagiri (利根の川霧), paru en 1934, reçoit un prix du Mainichi Shinbun. En 1940 il est gratifié du Prix Naoki pour son roman Kazusa Fudoki (上総風土記).
Pendant l'occupation américaine du Japon, Murakami écrit un roman sur Sasaki Kojirō, le grand rival de Miyamoto Musashi. Le roman, qui parait dans l'Asahi Shinbun et qui connait une adaptation cinématographique en 1950, est remarquable pour avoir été l'un des rares exemples de jidaigeki à avoir survécu à la censure de l'époque. Il devient un écrivain emblématique de la renaissance de la littérature populaire japonaise d'après-guerre.
Plus tard, on peut citer parmi ses œuvres les plus connues Mitokōmon (水戸黄門) et Katsu Kaishū (勝海舟). Son récit sur Minamoto no Yoshitsune est adapté en série télévisée par la NHK. 
Murakami est récompensé de ses réalisations par la médaille d'honneur au ruban pourpre du gouvernement japonais en 1974 et est fait « trésor national vivant du Japon » en 1981. 
Il meurt d'une insuffisance cardiaque dans un hôpital tokyoïte le 3 avril 2006 à 96 ans.

## Adaptations de ses œuvres au cinéma
- 1950 : Sasaki Kojirō I (佐々木小次郎, Sasaki Kojirō?) de Hiroshi Inagaki
- 1951 : Sasaki Kojirō II (続佐々木小次郎, Zoku Sasaki Kojirō?) de Hiroshi Inagaki
- 1951 : Sasaki Kojirō III (完結 佐々木小次郎 巌流島決闘, Kanketsu Sasaki Kojirō : Ganryūjima kettō?) de Hiroshi Inagaki
- 1961 : Récits du château d'Osaka (大阪城物語, Ōsaka-jō monogatari?) de Hiroshi Inagaki
- 1967 : Sasaki Kojirō (佐々木小次郎?) de Hiroshi Inagaki